# Patras
Patras (grekiska: Πάτρα [ˈpatra]

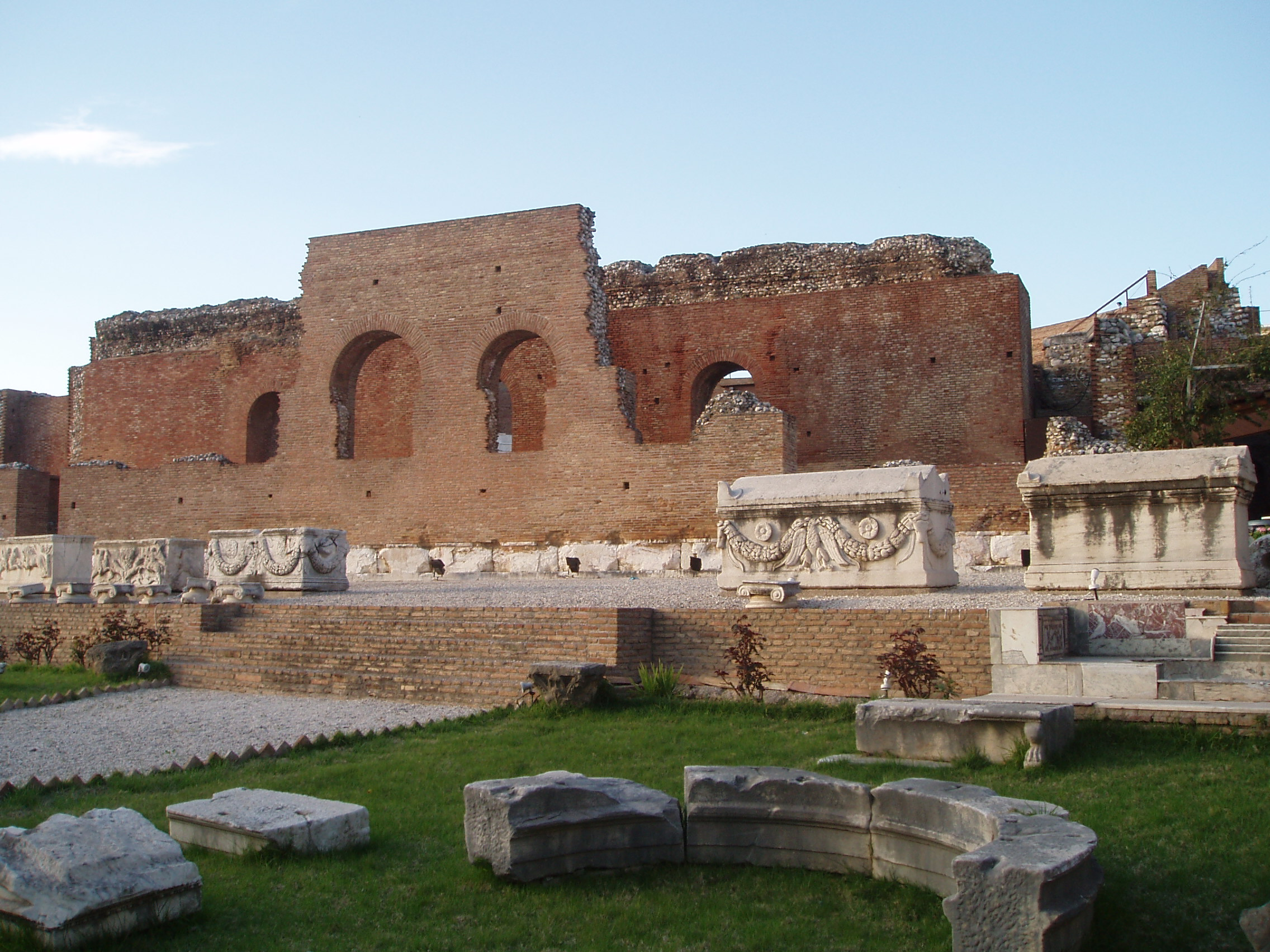
Den romerska odeonen i Patras.

 ( lyssna); klassisk grekiska: Πάτραι; latin: Patrae), även Patra, är Greklands tredje största stad. Den ligger i kommunen Dimos Patras och är huvudstad i regionen Västra Grekland samt i regiondelen Achaia. År 2011 hade staden 171 484 invånare och en total areal på 125,42 km². Kommunen hade vid samma tid 213 984 invånare. Den är centrum i Greklands tredje största stadsregion, efter dem kring Aten och Thessaloniki.
Staden är byggd vid foten av berget Panakhaikó, intill Patrasbukten.

## Historia
Patras är en stad med en över tretusen år lång historia. Stadens ursprungliga namn skall ha varit Aroë, och den var redan från äldsta tider en av de tolv oberoende städerna i Achaia. Patras har genom sitt landområdes fruktbarhet och sitt för sjöfarten betydelsefulla läge fört en blomstrande tillvaro, dock utan att höja sig till någon politisk maktställning. I början av 200-talet f.Kr. stiftade Patras i förening med några andra achaiska städer det achaiska förbundet. Såsom medlem av detta förbund kom Patras omsider i krig med romarna och skall med anledning av de stora förluster, som det led vid Skarfeia i Fokis år 148 f.Kr. till stor del ha övergetts av sina invånare. Det återställdes sedan av Augustus under namnet Colonia Augusta Aroë Patrensis och blomstrade snart ånyo. Dess välstånd fortfor under bysantinskt, frankiskt, venetianskt och turkiskt välde, till dess det år 1821 till straff för sin anslutning till grekiska frihetsrörelsen erövrades och brändes ned av Yussuf Pascha.

## Stadsdelar
- Agyia
- Mpozaitika
- Demenika
- Lefka
- Skiessa
- Romanos
- Vrysaiika
- Psarofai
- Zarouhleika